# Tűzkakas

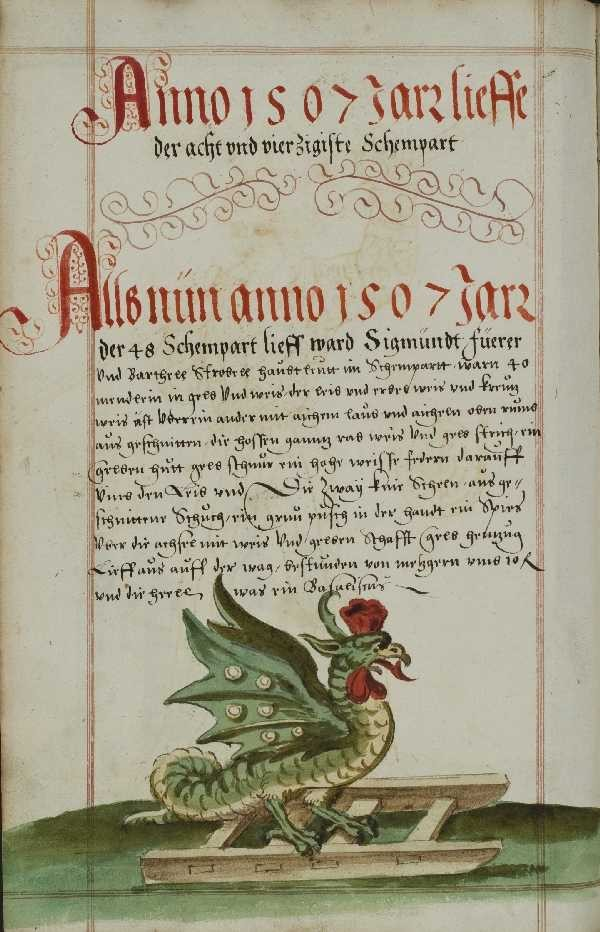
Tűzkakas ábrázolása egy középkori kódex lapján

A Tűzkakas egy mitológiai sárkány, amely leginkább a baziliszkuszra hasonlít. Sárkányteste, kakas feje és kettő kakaslába van. Taréja koronára hasonlít. Nyelve és farka nyíl alakú. Tüzet okád. Érzékeny lelkű lény. Egyes történetek szerint[forrás?], ha megbántják vagy felidegesítik, akkor a Tűzkakas házakat gyújt fel. Ebben a tulajdonságában a hippogriff rokona.

## A kínai asztrológiában
A kínai asztrológia holdnaptárának minden évét egy-egy állat szimbolizálja és a kakas állatjegy a majmot követi. A kakas minden hatvanadik évben a tűzzel is párosul (Tűzkakas). Ez a kombináció legutóbb 2017-ben fordult elő. A kínai asztrológusok szerint a Tűzkakas általában az optimizmus, az innováció és a haladás jelképe.